# Habitation Module

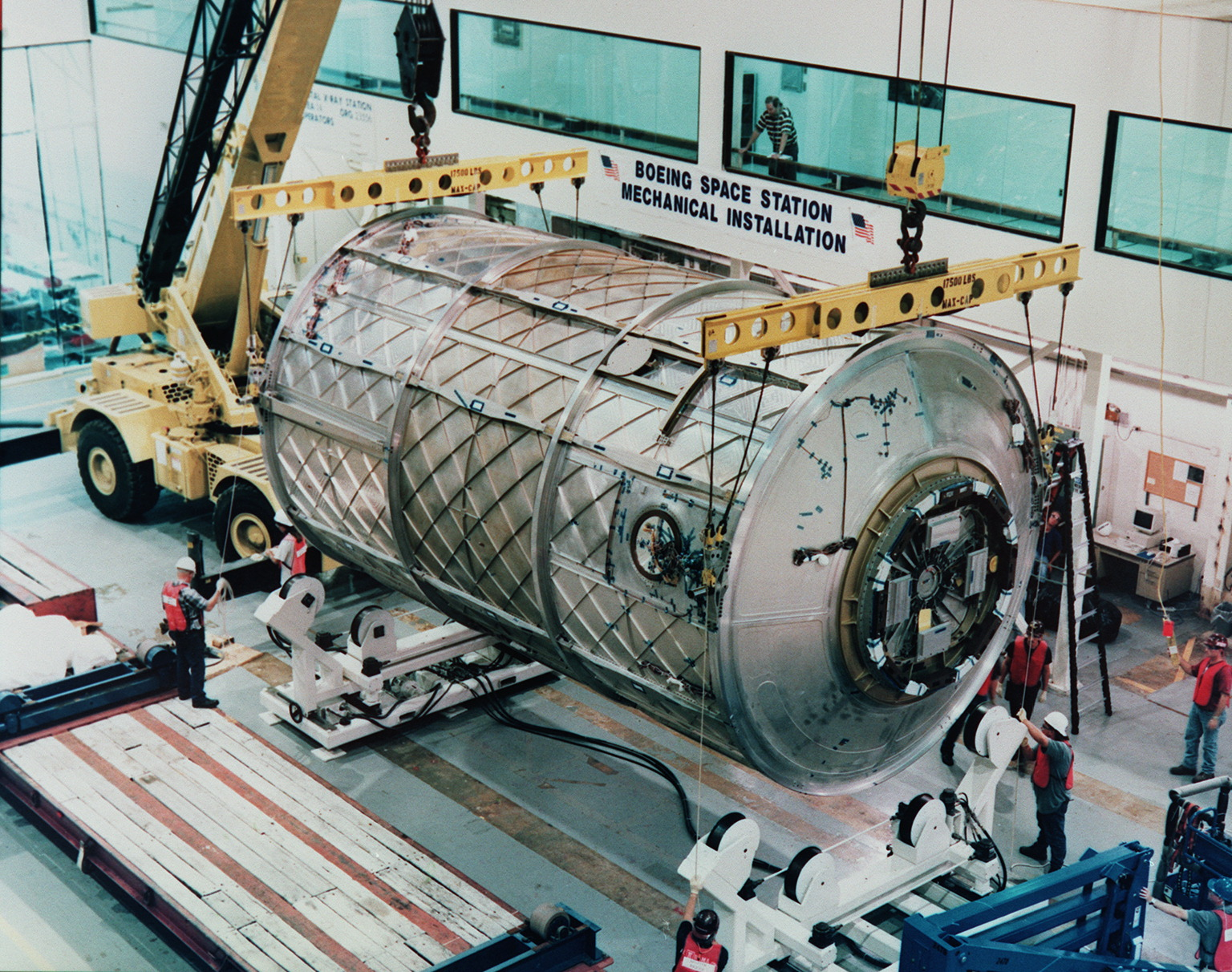
Az amerikai lakómodul

A Habitation Module egy amerikai tervezésű és gyártású lakómodul volt. A U.S. Hab a tervek szerint a Nemzetközi Űrállomásra kapcsolódott volna, és az űrállomás fő lakóegysége lett volna konyhával, mellékhelyiséggel, zuhanyozóval, hálóhelyekkel és orvosi felszerelésekkel. A körülbelül busz nagyságú modul építését azonban leállították a külső törzs megépítése után.
A Habitation Module-lal kapcsolatban a legnagyobb probléma az volt, hogy addig nem tudják növelni az űrállomás személyzetének létszámát, amíg nem áll rendelkezésre olyan mentőhajó, amely vészhelyzet esetén a teljes személyzetet vissza tudta volna hozni a Földre. A Szojuz űrhajó azonban csak három főt tud szállítani, míg a Habitation Module-ban négyen fértek volna el. A modul építésének leállításához hozzájárultak még költségvetési problémák és az űrállomás építésének csúszása a Columbia-katasztrófa után.
Az amerikai lakómodul négy űrhajósnak biztosított volna helyet. A hagyományos lakómodul mellett terveztek még egy felfújható Transhab modult, amelynek a belső tere sokszorosa lett volna az eredetinek.
A Habitation Module meghiúsulásával a hálóhelyek az űrállomás minden részében szétszórva találhatók, az űrhajósok a falhoz rögzítik a hálózsákjukat, és úgy alszanak.

## Külső hivatkozások

### Magyar oldalak
- 21. századi űrverseny
- Világűrkongresszus – Houston: Florida szenátora harcban a hétszemélyes Űrállomásért

### Külföldi oldalak
- A Nemzetközi Űrállomás honlapja (NASA)